# Sigismund av Burgund

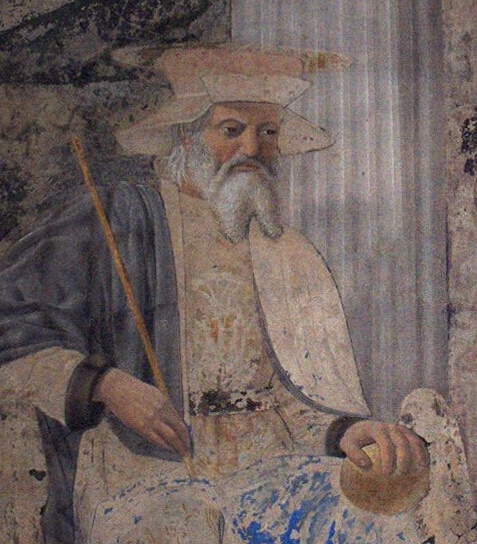
Sigismund av Burgund, målning i Malatestatemplet i Rimini, Italien.

Sigismund (död 524) var kung av Burgund 516–524. Han var son till Gundobad. Han är helgonförklarad.
Sigismund var student hos Avitus, den katolska biskopen i Vienne, som också omvände honom från arianismen som Sigismunds företrädare bekände sig till. Sigismund tillägnade klostret Saint-Maurice åt helgonet Mauritius i Agaune, nuvarande Saint Maurice i Schweiz  år 515. Följande år blev han burgundisk kung.
Under Sigismund gjorde den katolska kyrkan snabba framsteg i Burgund under ledning av biskop Avitus. Han hade visserligen varit kungens lärare, men var mindre fäst vid kronan än vid påven. Under Avitus presidium samlade sig år 517 alla landets katolska biskopar till en stor synod i Epao (Albon) och fattade sina beslut helt och hållet efter kyrkans och kyrkofurstarnas sinne. De gjorde även ingrepp på det världsliga området och Sigismunds ställning blev ytterst vansklig. Han hade gjort sig främmande för de arianska burgunderna utan att lyckas vinna de katolska provinsialerna, och därtill hade han fiender vid alla gränser. I denna nöd närmade han sig den bysantinske kejsaren men vann ingenting med det eftersom Teoderik motarbetade honom.
Till allt detta kom familjetvister. När Sigismunds son satte sig emot sin far 517 och förolämpade hans hustru, lät Sigismund strypa honom för att sedan av samvetskval dra sig tillbaka till det kloster han grundat.
År 523 ledde Sigismund burgunderna mot de invaderande frankerna men blev, trots att han gömde sig förklädd till munk, tillfångatagen och förd till Orléans där han avrättades. För burgunderna blev han en martyr. Hans ben hittades i den brunn i Columelle där hans kropp slängts och en helgedom uppfördes i närheten av Agaune. Sigismund blev senare helgonförklarad.
Mycket av korrespondensen mellan Avitus, som var en av de sista klassiska poeterna, och Sigismund finns bevarad.
Under 1300-talet lät Karl IV föra Sigismunds reliker till Prag och han blev sedermera tjeckiskt skyddshelgon.
Festdag: 6 maj